# Les Vampires (X-Files)
Pour les articles homonymes, voir Les Vampires.
Les Vampires (Three) est le 7e épisode de la saison 2 de la série télévisée X-Files. Dans cet épisode, Mulder enquête sur des meurtres rituels.

## Résumé
À Los Angeles, Garrett Lorre, un homme d'affaires, invite chez lui une jeune femme. Alors qu'ils s'embrassent dans son jacuzzi, la femme le mord pour boire son sang. Deux hommes surgissent alors et aident la femme à tuer Lorre en le poignardant avec des aiguilles hypodermiques. Mulder, désormais seul depuis la disparition de Scully, part enquêter sur ce cas qu'il croit être l'œuvre d'un culte qui se voit comme une sorte de Trinité malfaisante. En effet, deux séries de trois meurtres similaires ont eu lieu dans deux autres États au cours des mois précédents.

## Distribution
- David Duchovny : Fox Mulder
- Justina Vail : la face cachée du Saint Esprit
- Perrey Reeves : Kristen Kilar
- Frank Military : John, le fils (VF : Emmanuel Curtil)
- Tom McBeath : l'inspecteur Gwynn
- Roger Allford : Garrett Lore (VF : Philippe Dumat)

Gillian Anderson est créditée au générique mais n'apparaît pas dans l'épisode.

## Production
Cet épisode est le premier dans lequel Gillian Anderson est absente, l'actrice ayant pris un court congé pour donner naissance à son premier enfant.

## Accueil

### Audiences
Lors de sa première diffusion aux États-Unis, l'épisode réalise un score de 9,4 sur l'échelle de Nielsen, avec 16 % de parts de marché, et est regardé par 15 millions de téléspectateurs.

### Critique
L'épisode recueille des critiques globalement défavorables. Sarah Stegall, du site Munchkyn Zone, lui donne la note de 5/5.
Le magazine Entertainment Weekly lui donne la note de C. Zack Handlen, du site The A.V. Club, le qualifie de « mauvais épisode », particulièrement dans sa deuxième moitié, qualifiant d'ennuyeuse et de peu judicieuse la romance de Mulder et Kristen. John Keegan, du site Critical Myth, lui donne la note de 3/10. Le site Le Monde des Avengers lui donne la note de 1/4. Dans leur livre sur la série, Robert Shearman et Lars Pearson lui donnent la note de 1,5/5.